# Indywidualizacja odpowiedzialności
Zasada odpowiedzialności indywidualnej – zasada prawa karnego stanowiąca, że odpowiedzialność za czyn zabroniony ponosi jedynie sam sprawca, a wszelkie okoliczności wpływające na odpowiedzialność karną odnoszą się jedynie do osoby, której dotyczą.
Zasada odpowiedzialności osobistej – zasada prawa karnego stanowiąca, że nie można przenieść odpowiedzialności karnej na inną osobę, niż na sprawcę.
Zasada wyrażona w art. 21 § 1 Kodeksu karnego, który stanowi, że okoliczności osobiste, wyłączające lub łagodzące albo zaostrzające odpowiedzialność karną, uwzględnia się tylko co do osoby, której dotyczą.